# Ulrich Leman
Ulrich Leman (Düsseldorf, Alemanya, 15 d'octubre de 1885 - Deià, Illes Balears, 22 d'abril de 1988) fou un pintor expressionista alemany.
Nat a Dusseldorf, es començà a interessar per la pintura de ben jove i el 1919 va cofundar el grup "El Jove Rheinland" amb altres joves pintors del moment, incloent-hi n'Otto Dix i en Gert Heinrich Wollheim.
Durant els primers anys 20 n'Ulrich Leman fou un Meisterschüler under Heinrich Nauen a la Düsseldorfer Akademie.
El 1927 es va fer amic de Johanna Ey, que com Mutter Ey (Mare Ey) el prengué per a la seva formació d'artistes joves i amb futur. Leman va esdevenir un membre del seu cercle, i els seus treballs varen començar a aparèixer a les seves galeries.
A finals de la dècada de 1920 Leman decideix fer el seu primer viatge a Mallorca i tot seguit quedar-s'hi a viure. El 1930 l'artista fixa la seva residència a Deià.
Així començava un temps intens, fins a la seva mort, de consumacions essencials. Amb el seu estil cèlebre incorporava els temes de Mallorca, els seus paisatges, la seva gent i la seva personalitat. Cap altre artista no ha entès tan bé el caràcter de l'illa, el seu atractiu i la seva força i els ha captat tan bé en els seus treballs.
N'Ulrich Leman va morir el 1988 a Deià i fou enterrat al cementiri de la vila.